# Порхов
По́рхов — город (с 1239) в России, административный центр Порховского района Псковской области. Образует одноимённое городское поселение.

## География
Город расположен на Шелонской низменности, на реке Шелонь (бассейн озера Ильмень), в 3 км от одноимённой железнодорожной станции и в 88 км к востоку от Пскова. В 10 км к западу от Порхова находится бальнеологический курорт Хилово.

## Название
Происхождение названия города объясняют по-разному. Некоторые авторы считают, что оно образовано от др.-рус. порхъ (не в значении «порох» как взрывчатое вещество, которого на Руси во времена основания города ещё не знали, а в значении «пыль, прах»). Эту версию подкрепляет предание, по которому основатель Порхова, новгородский князь Александр Ярославич, выбрал для строительства крепости на берегу Шелони место, где в воздухе стояла известняковая пыль).
Другие авторы полагают, что слово порхъ (или парохъ) имело также значение «белый камень» (то есть известняк, добываемый в окрестностях города). Имеется также мнение, что название города образовано от личного имени Порх как притяжательное прилагательное с суффиксом -ов.

## История

### Средние века
Основан город Порхов в 1239 году как деревянная крепость Порховский городок. Город основал новгородский князь Александр Ярославич, впоследствии прозванный Александром Невским, в ходе создания системы крепостей на реке Шелонь с целью защиты юго-западных подступов к Новгороду: «князь Александр с новгородци сруби городци на Шелоне».
Первое упоминание о Порхове в летописных источниках относится к 1346 году. В этом году деревянно-земляная крепость, расположенная на правом берегу Шелони у места впадения речки Дубенки, выдержала осаду войска литовского князя Ольгерда, которому нападение на Новгородскую землю обошлось дорого: «много… людии погыбло и конев…».
В 1387 году новгородцами Иваном Фёдоровичем и Фатианом Есифовичем были построены стены и башни новой, уже каменной, крепости. В 1428 году литовский князь Витовт предпринял поход на Новгородскую землю и восемь дней осаждал Порхов, причём в ходе осады интенсивно использовалась артиллерия. Снял он осаду лишь тогда, когда жители города пообещали уплатить князю 5000 рублей (ещё 5000 рублей Витовт получил от новгородских послов, которые во главе с архиепископом Евфимием явились к Порхову для заключения мира). Порховская крепость, сильно пострадавшая в ходе осады, в 1430 году была реконструирована. С крепостью связывается история князей Порховских.
До 1478 года Порховская крепость оставалась в составе Новгородской республики и служила её важным стратегическим пунктом на границе с Великим княжеством Литовским. После присоединения в 1478 году территории Новгородской республики к Московскому великому княжеству Порхов считался одной из 12 главных крепостей Русского государства; в это время за пределами крепости возникают посады.

### Новое время
В 1609 году, в разгар Смутного времени, жители Порхова присягнули засевшему в селе Тушино самозванцу Лжедмитрию II. Для борьбы со Лжедмитрием II царь Василий IV Шуйский заключил 23 февраля союзный Выборгский договор со шведским королём Карлом IX, предусматривавший оказание России шведской военной помощи, после чего в Новгород прибыл шведский вспомогательный корпус под командованием Якоба Делагарди и Эверта Горна, участвовавший совместно с русскими войсками под командованием князя М. В. Скопина-Шуйского в борьбе против сторонников Лжедмитрия II. 15 (25) апреля 1609 года в битве под Торопцем русско-шведский отряд под командованием Фёдора Чулкова и Эверта Горна наголову разбил действовавший на стороне Лжедмитрия II отряд польских гусар под командованием ротмистра Яна Кернозицкого, после чего союзники освободили от неприятеля Торопец, Порхов и Орехов, население которых присягнуло Василию Шуйскому.
Однако после низложения 17 (27) июля 1610 года Василия Шуйского Делагарди не признал новой московской власти и в ночь на 16 (26) июля 1611 года захватил Новгород. После этого в августе — сентябре 1611 года власть новгородского правительства Я. Делагарди и князя И. Н. Одоевского признали Старая Русса, Порхов, Ладога и Тихвинский монастырь.
По Столбовскому договору Порхов был возвращён Русскому царству.
Пётр I своим указом от 18 (29) декабря 1708 года разделил Россию на 8 губерний, причём Порхов был приписан к Ингерманландской губернии (переименованной в 1710 году в Санкт-Петербургскую). Новый указ царя от 29 мая (9 июня) 1719 года ввёл деление губерний на провинции, и Порхов вошёл в Новгородскую провинцию Санкт-Петербургской губернии, а по указу Екатерины I от 29 апреля (10 мая) 1727 года вместе с этой провинцией отошёл к новообразованной Новгородской губернии.
Сенатским указом от 21 марта (1 апреля) 1773 года к городу Порхов Новгородской губернии был приписан ряд погостов Шелонской пятины, в результате чего он стал уездным городом — центром Порховского уезда (официально утверждён в этом статусе в 1777 году).
Указом Екатерины II от 24 августа (4 сентября) 1776 года «Об открытии Полоцкой и Псковской губерний» Псковская губерния (образована 23 октября (3 ноября) 1772 года) была реорганизована: из её состава выделена Полоцкая губерния, зато к ней отошли входившие ранее в Новгородскую губернию Порховский и Гдовский уезды. В 1777—1796 гг. на месте Псковской губернии существовало Псковское наместничество, вновь преобразованное затем в губернию.
29 мая (9 июня) 1781 года был утверждён герб Порхова. Он представлял собой щит голубого цвета, на котором изображены: в верхней части под десницей (рукой), спущенной из облаков, изображён зверь (барс или леопард), символизирующий часть герба Псковской губернии, под чертой внизу изображена Порховская крепость в лесах — как символ исторического боевого прошлого и символ готовности вновь защищать родной край.

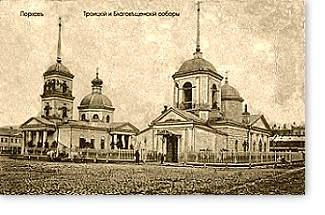
Порхов. Троицкий и Благовещенский соборы (утрачены)

В 1783 году по повелению Екатерины II в Порхове построен Троицкий собор (собор Святой Живоначальной Троицы), возведённый на пожертвованные императрицей в 1780 г. (когда она проезжала через Порхов) для этой цели 7000 рублей. Автором проекта собора предположительно является Иван Титович Парфентьев, псковский губернский архитектор. В 1809 году на месте придела Троицкого собора под одной кровлей с ним построен также Благовещенский собор (собор Благовещения Пресвятой Богородицы), который, в отличие от холодного Троицкого собора, был тёплым. Богослужения в обоих соборах совершались поочерёдно (по полугодиям).
15 (27) августа 1843 года в Порхове был открыт городской общественный банк, принадлежавший коммерции советнику В. Г. Жукову. При его открытии Жуков пожертвовал 10 тыс. рублей для создания богадельни, где в специально выделенном им доме должны были содержаться престарелые неимущие граждане; богадельня содержалась за счёт прибылей банка.
1 (13) мая 1873 года в Порхове было основано Вольное пожарное общество.

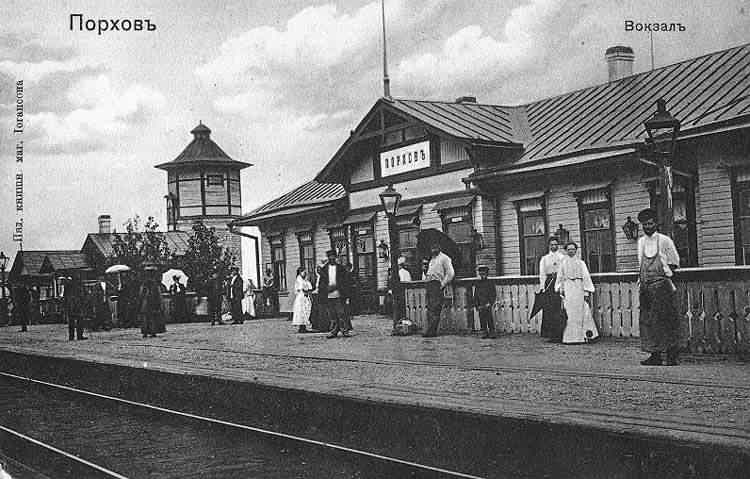
Порхов. Железнодорожный вокзал (дореволюционное фото)

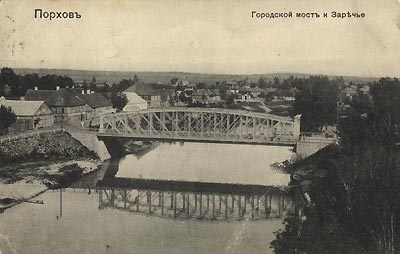
Порхов. Мост через Шелонь (дореволюционное фото)

В 1897 году была открыта железная дорога Псков — Бологое, в ходе строительства которой был построен железнодорожный мост через Шелонь.
27 ноября (10 декабря) 1905 года состоялись торжественное открытие и освящение Железного моста через реку Шелонь.
Постепенно развивалась городская сеть учебных заведений. В начале XX века имелось 5 начальных учебных заведений: малое народное (открыто 22 сентября (3 октября) 1790 года), уездное двухклассное (1814), уездное трёхклассное (1832), городское трёхклассное (1900) и городское четырёхклассное (1907) училища; все они в 1912 году были преобразованы в высшие начальные училища. Помимо них, в городе действовали также приходское училище (открыто 9 (21) сентября 1814 года), уездное духовное училище (открыто 1 (13) октября 1835 года) и женская гимназия (открыта 30 августа (12 сентября) 1906 года). 25 сентября (8 октября) 1912 года в Порхове открылось реальное училище — среднее специальное учебное заведение, построенное на деньги промышленника В. П. Ардамацкого.
В годы Первой мировой войны в Порхове было оборудовано несколько госпиталей для раненых солдат и офицеров русской армии.

### Новейшее время
В годы Гражданской войны Порхов неизменно оставался в руках сил Красной армии. Однако напряжённая для города ситуация сложилась летом 1919 года, когда после взятия Пскова 25 мая силами Северного корпуса генерал-майора А. П. Родзянко части Красной армии стали отходить в сторону Порхова и Острова. 10 июня Порховский уезд был объявлен на осадном положении; организацию обороны Порхова возглавил военный комиссар 10-й стрелковой дивизии Я. Ф. Фабрициус. К концу июля — началу августа части полковника С. Н. Булак-Балаховича находились уже в 6—7 верстах от города; Балахович предпринял попытку штурма Порхова, но потерпел неудачу. В боях под Порховом его силы были изрядно потрёпаны и были вынуждены отступить в сторону Пскова, и к концу августа вся территория Порховского уезда вновь оказалась в руках красноармейцев.
Постановлением Президиума ВЦИК от 1 августа 1927 года в рамках проводимой в СССР административно-территориальной реформы деление на губернии и уезды было отменено, а Порхов вошёл в состав Псковского округа Ленинградской области, став административным центром новообразованного Порховского района.
В июне 1940 года в Порхове начато формирование 3-й танковой дивизии.
11 июля 1941 года город был оккупирован немецко-фашистскими войсками. На центральной площади оккупанты устроили виселицу и насильно сгоняли жителей смотреть казни.
В немецко-фашистском концлагере «Дулаг 100», развёрнутом под Порховом в августе 1941 и просуществовавшем до февраля 1944 года, погибло более 85 тысяч военнопленных.
13 ноября 1943 года в городском кинозале партизан К. А. Чехович устроил взрыв во время киносеанса, в результате чего погибло сразу до 700 немецких солдат, немецких офицеров и генералов.
Порхов был освобождён от немецко-фашистских оккупантов 26 февраля 1944 года частями 198-й, 285-й и 288-й дивизий 54-й армии Ленинградского фронта в ходе Ленинградско-Новгородской операции.

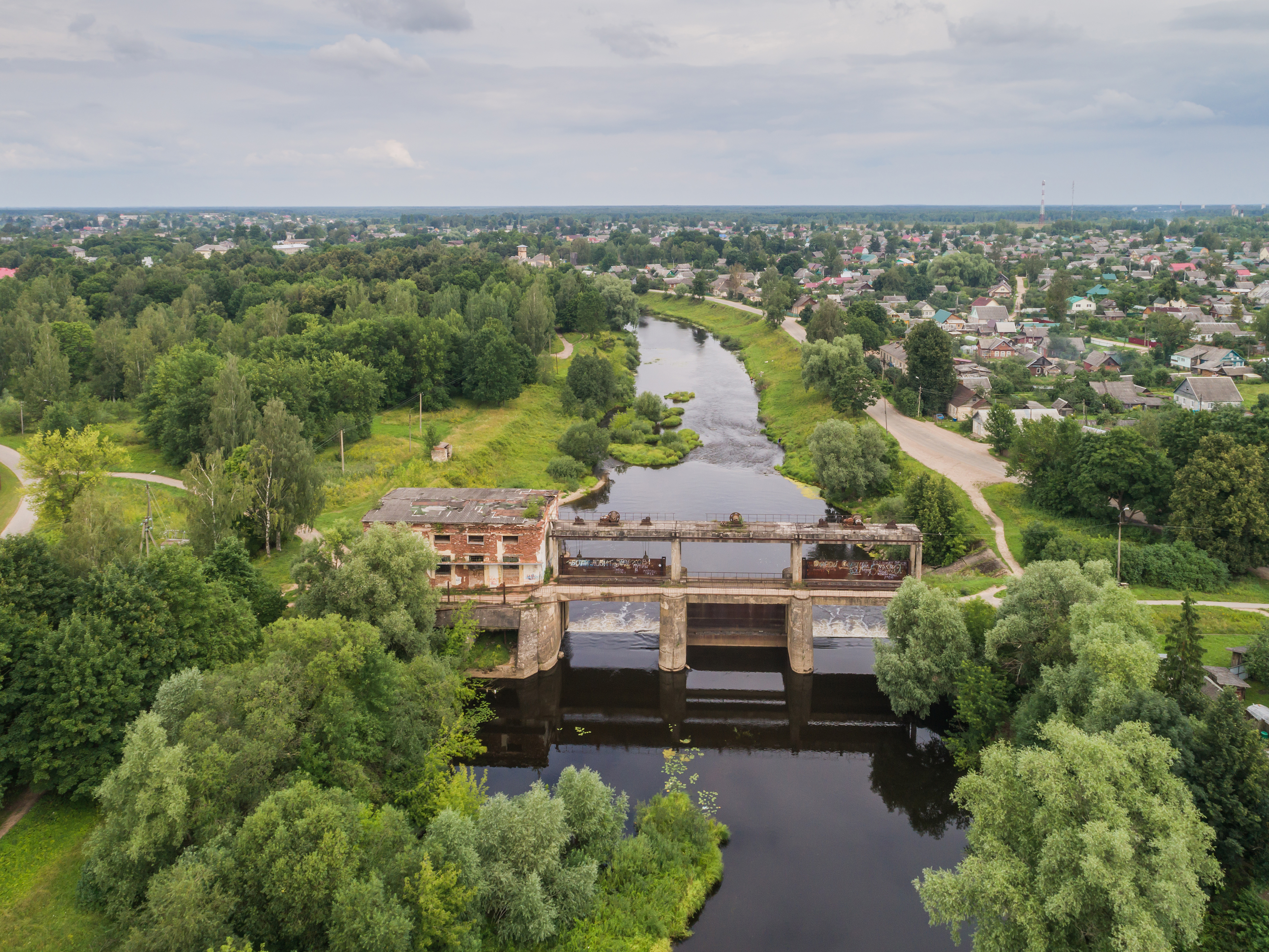
Порхов. Шелонь в черте города

23 августа 1944 год Порхов и Порховский район были включены в состав новообразованной Псковской области.
Статус и границы муниципального образования как городского поселения установлены Законом Псковской области от 28 февраля 2005 года № 420-ОЗ «Об установлении границ и статусе вновь образуемых муниципальных образований на территории Псковской области»

## Население
| 1856    | 1897    | 1926    | 1931    | 1939    | 1959    | 1970    | 1979    | 1989    | 1992    | 1996    | 1998    |
| ------- | ------- | ------- | ------- | ------- | ------- | ------- | ------- | ------- | ------- | ------- | ------- |
| 5900    | ↘5600   | ↗8000   | ↘6700   | ↗12 681 | ↘7633   | ↗10 661 | ↗13 154 | ↗14 098 | ↗14 400 | ↘14 100 | ↘13 800 |
| 2001    | 2002    | 2004    | 2005    | 2006    | 2007    | 2008    | 2009    | 2010    | 2011    | 2012    | 2013    |
| ↘13 300 | ↘12 263 | ↘12 002 | ↘11 783 | ↘11 504 | ↘11 254 | ↘11 084 | ↘10 846 | ↘10 608 | ↘10 572 | ↘10 278 | ↘9898   |
| 2014    | 2015    | 2016    | 2017    | 2018    | 2019    | 2020    | 2021    |         |         |         |         |
| ↘9588   | ↘9336   | ↘9172   | ↘8926   | ↘8743   | ↘8535   | ↘8347   | ↘7309   |         |         |         |         |

На 1 января 2025 года по численности населения город находился на 1023-м месте из 1124 городов Российской Федерации.
Национальный состав
По итогам переписи населения 2020 года проживали следующие национальности (национальности менее 0,1 % и другое, см. в сноске к строке «Другие»):
| Национальность | Численность, чел. | Доля     |
| -------------- | ----------------- | -------- |
| Русские        | 6058              | 82,88 %  |
| Украинцы       | 34                | 0,47 %   |
| Цыгане         | 24                | 0,33 %   |
| Азербайджанцы  | 23                | 0,31 %   |
| Белорусы       | 20                | 0,27 %   |
| Армяне         | 15                | 0,21 %   |
| Другие         | 1135              | 15,53 %  |
| Итого          | 7309              | 100,00 % |

## Экономика
В Порхове действует ряд промышленных предприятий:
- Маслосыродельный завод
- Свиноводческий комплекс

## Транспорт
Городской транспорт представлен 2 автобусными маршрутами:
- 1. Попадинка — Автовокзал — Администрация — Релейный завод — улица Кузнецова — Крестьянская улица — улица Урицкого — Водоканал — Шелонск — Дачи
- 2. Сырзавод — Вокзал — Псковалко — улица Коминтерна — Релейный завод — Администрация — Автовокзал — Красноармейская улица — Старорусская улица — Межколхозстрой — Поворот на Полоное — Полоное

## Герб
До революции город имел герб, утверждённый в 1781 году: «в голубом поле древний, многопретерпевший от осад замок, начинающий возобновляться, как по Истории значится». В советское время герб не использовался, решений о возрождении или реконструкции исторического герба Порхова не принималось.

## Достопримечательности
- Древнерусская крепость Порхов с четырьмя башнями и церковью Св. Николая внутри. Функционирует как музей.

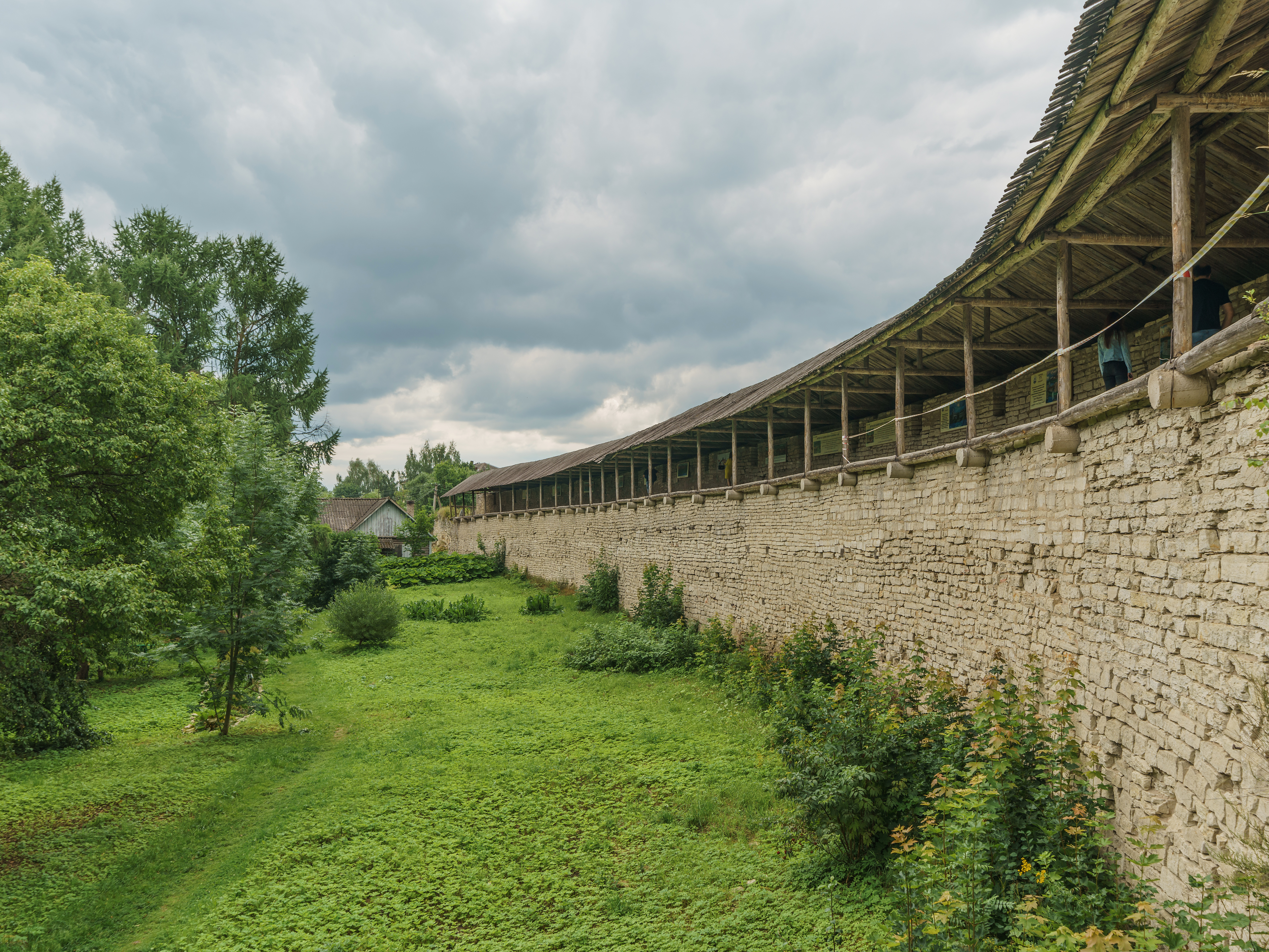
Стена Порховской крепости
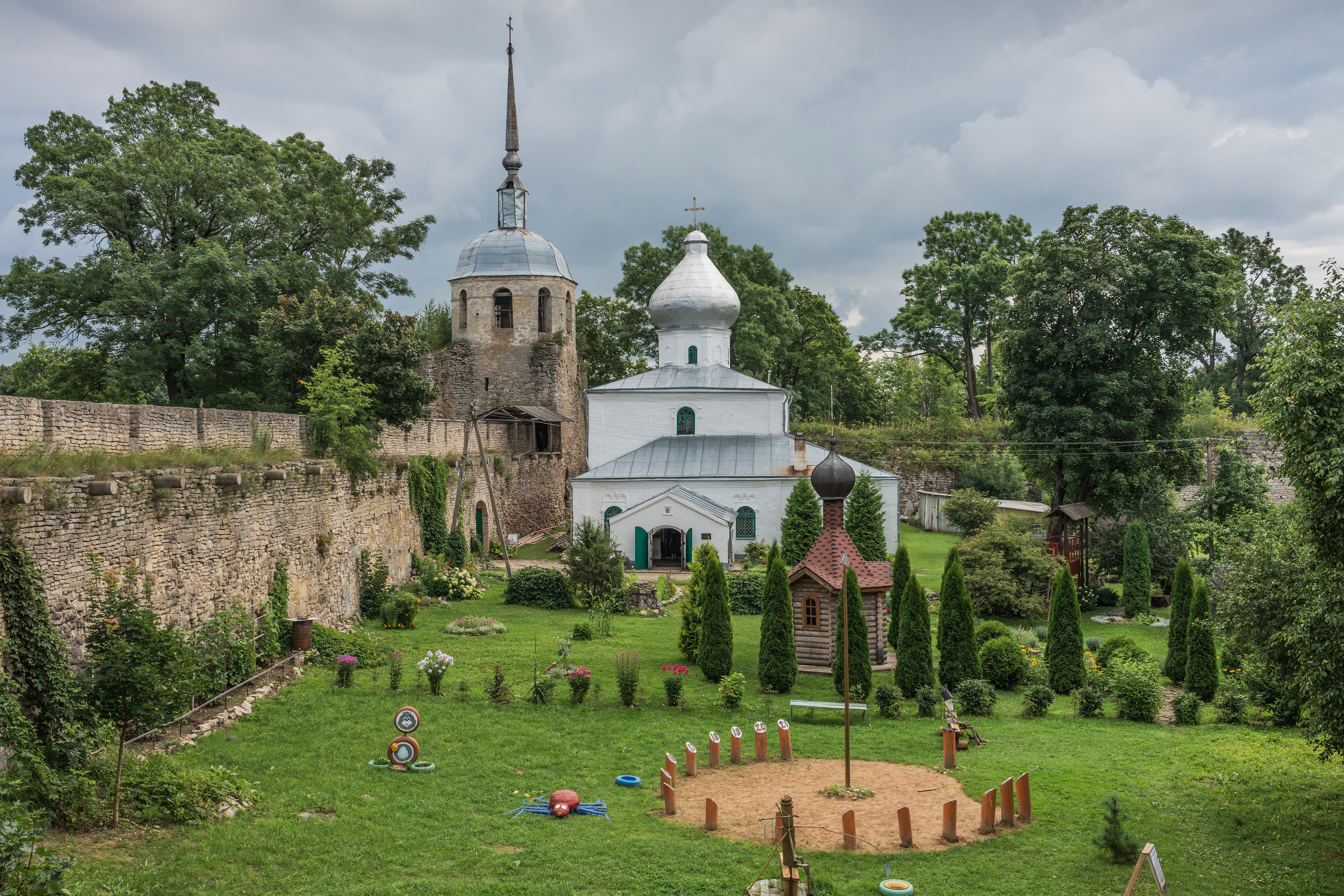
Порховская крепость: Никольские башня и церковь
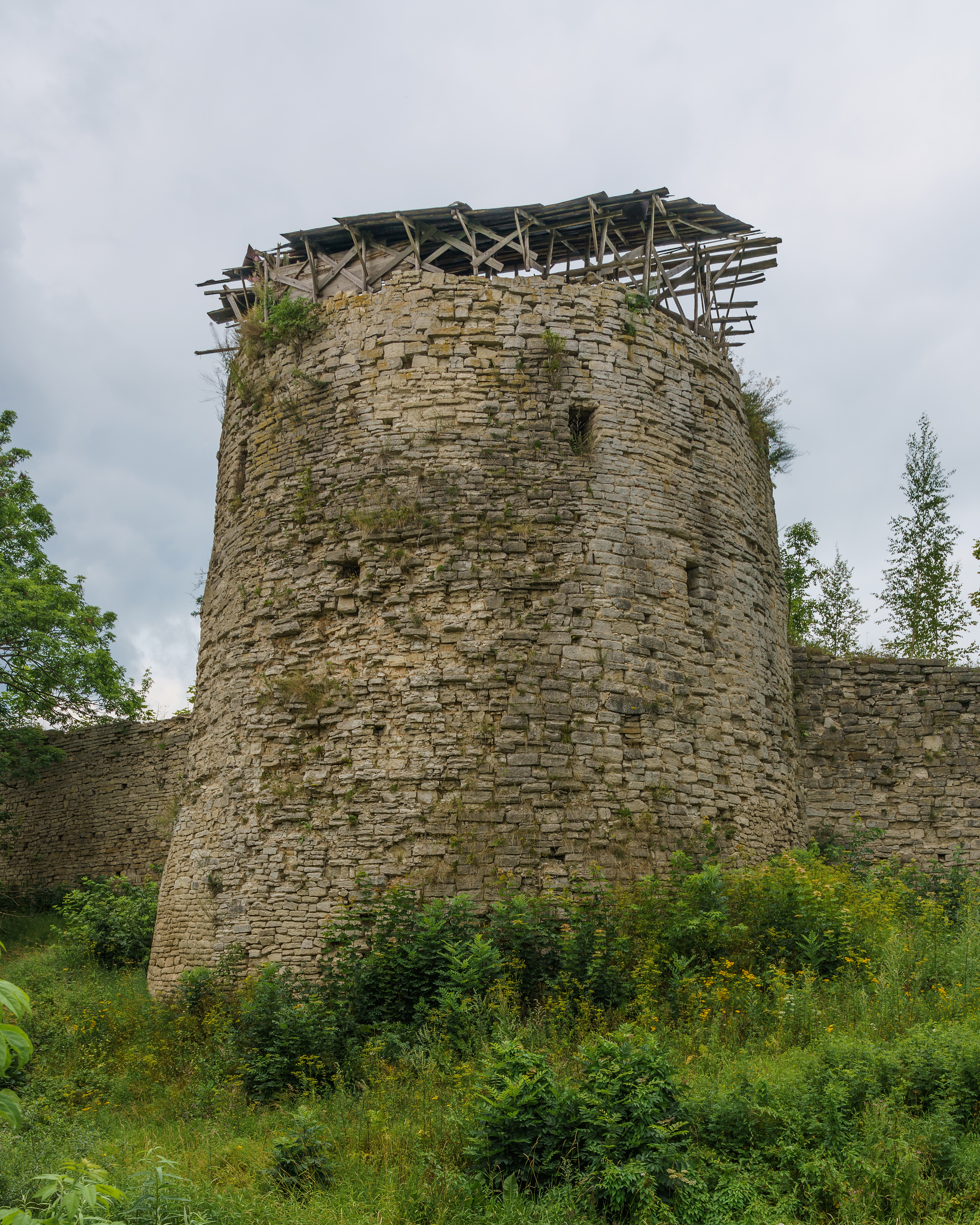
Порховская крепость: Средняя башня

### Храмы
В Порхове, в отличие от больших городов, несколько православных церквей сохранились в своём естественном окружении:
- действующая Церковь Святителя и Чудотворца Николая в Порховской крепости (построена в 1412 г., перестроена в 1777 г.);
- действующая Церковь Святого пророка, Предтечи и Крестителя Господня Иоанна на городском кладбище (1804 г.);
- Церковь иконы Божией матери «Всех скорбящих Радости» (1864 г.; закрыта после 1917 г.);
- Церковь Преображения Господня, или Спасо-Преображенская церковь (1670 г.; существующее ныне здание построено в 1772 г.);
- Церковь Рождества Пресвятой Богородицы (построена в первой половине XIV века, перестроена в XVIII веке; закрыта в годы советской власти, позднее возвращена верующим, но требует большого ремонта).

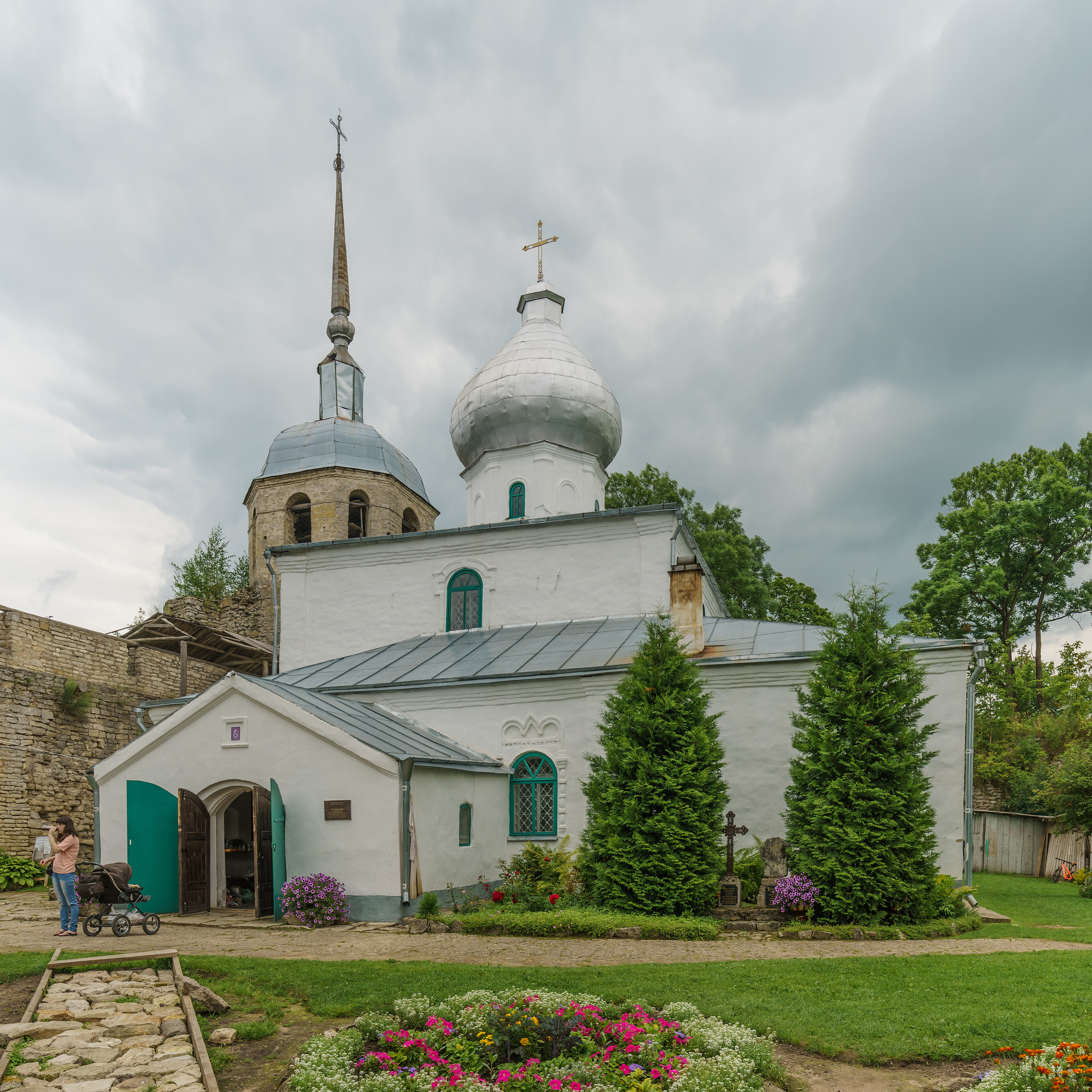
Никольская церковь в Порховской крепости
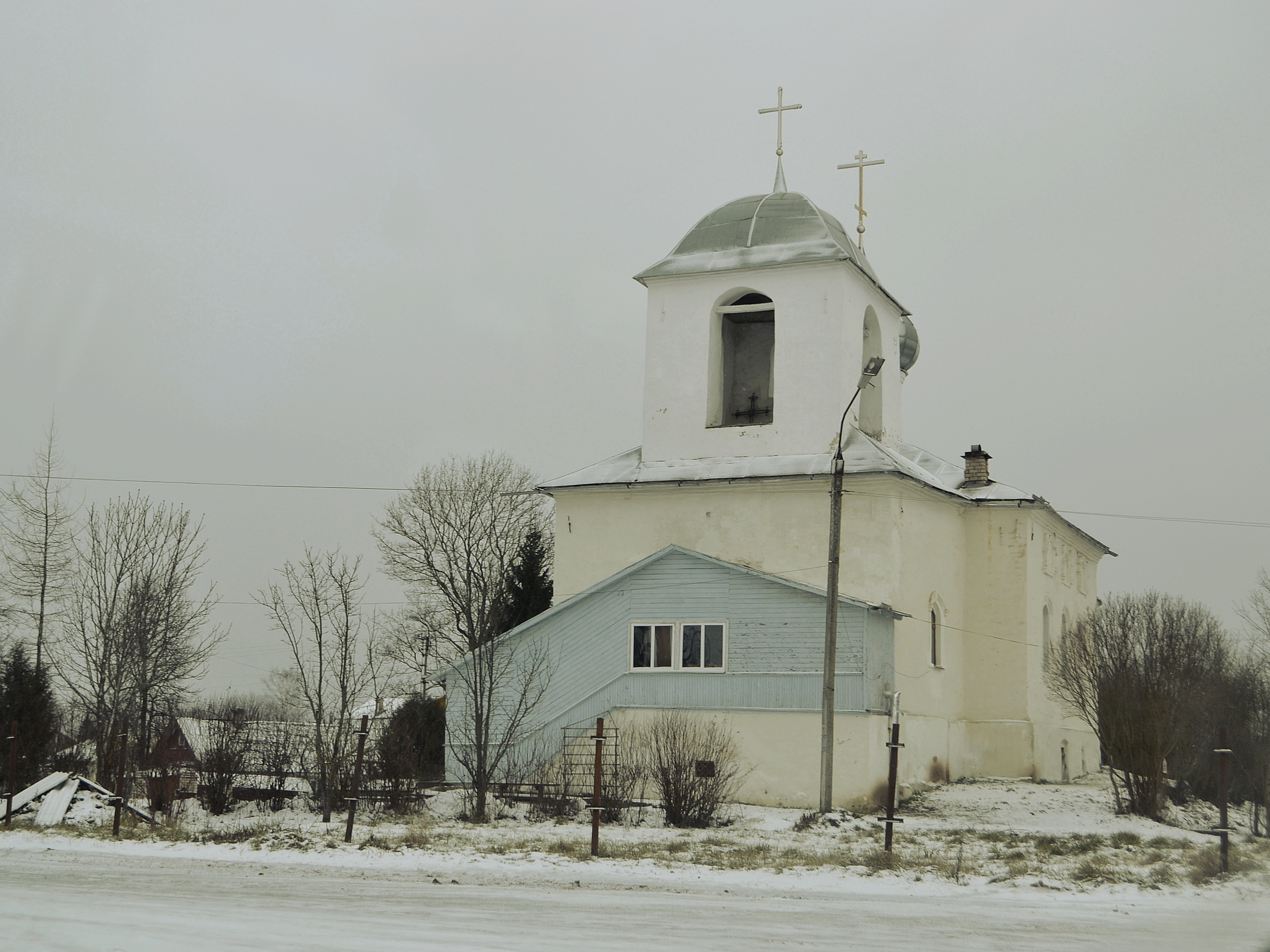
Церковь Преображения Господня

В д. Опоки находится церковь Благовещения Пресвятой Богородицы 1772 г.

#### Утраченные храмы
До наших дней не дошли:
- Благовещенский собор (1780-е гг.; разобран в 1960-х гг.);
- Собор Святой Живоначальной Троицы на Соборной площади (построен в 1783 г. по повелению Екатерины II; закрыт не позже 1930 г.; снесён в 1960-х гг.);
- Церковь Покрова Пресвятой Богородицы (1853 г.; закрыта и разрушена после 1917 г.);
- Деревянная лютеранская церковь Святого Мартина (1883 год, закрыта в 1930-е)[50].

В декабре 2011 г. в память о разрушенных соборах освящена кованая часовня.

### Памятники
- В. И. Ленину в парке Победы (железобетонный)
- «Героям народной борьбы» в городском сквере (открыт 31 октября 1974 г.; скульптор Т. А. Малужена, архитекторы Н. Е. Ефимова и Б. А. Лагуман)
- «Партизанская слава» в парке Победы (1975 г.; скульптор Н. Е. Клевец, архитекторы Н. Е. Ефимова и П. А. Ланбман)
- Воинам-освободителям на площади Красной Армии (открыт 8 мая 1977 г.; скульпторы Н. В. Радченко, Б. М. Сергеев, Б. С. Чебунин, архитектор Ю. А. Никитин)
- Памятник-бюст Александру Невскому.
- Памятник-бюст Владимиру Архипову на центральной площади города
- Памятник на братской могиле на воинском кладбище, где похоронено 5257 человек (1959 г.)
- Мемориал жертвам фашистского концлагеря «Дулаг 100» на восточной окраине города (в современном виде торжественно открыт 18 июня 2016 г.)
- Городище «Полякова Мыза» (ул. Полякова Мыза). Земляные валы и рвы первоначальной крепости Порхов.
- Памятник «Скорбящая псковитянка» д. Красуха.
- Усадьба князя Гагарина. д. Холомки
- Дворец графа Строганова. д. Волышово
- Скульптура «Ждун» (установлена осенью 2017 г. на берегу р. Шелонь)
- Композиция «Сифон и Борода» (Павильон для мусорных контейнеров). Ул. Арнольда Мери.

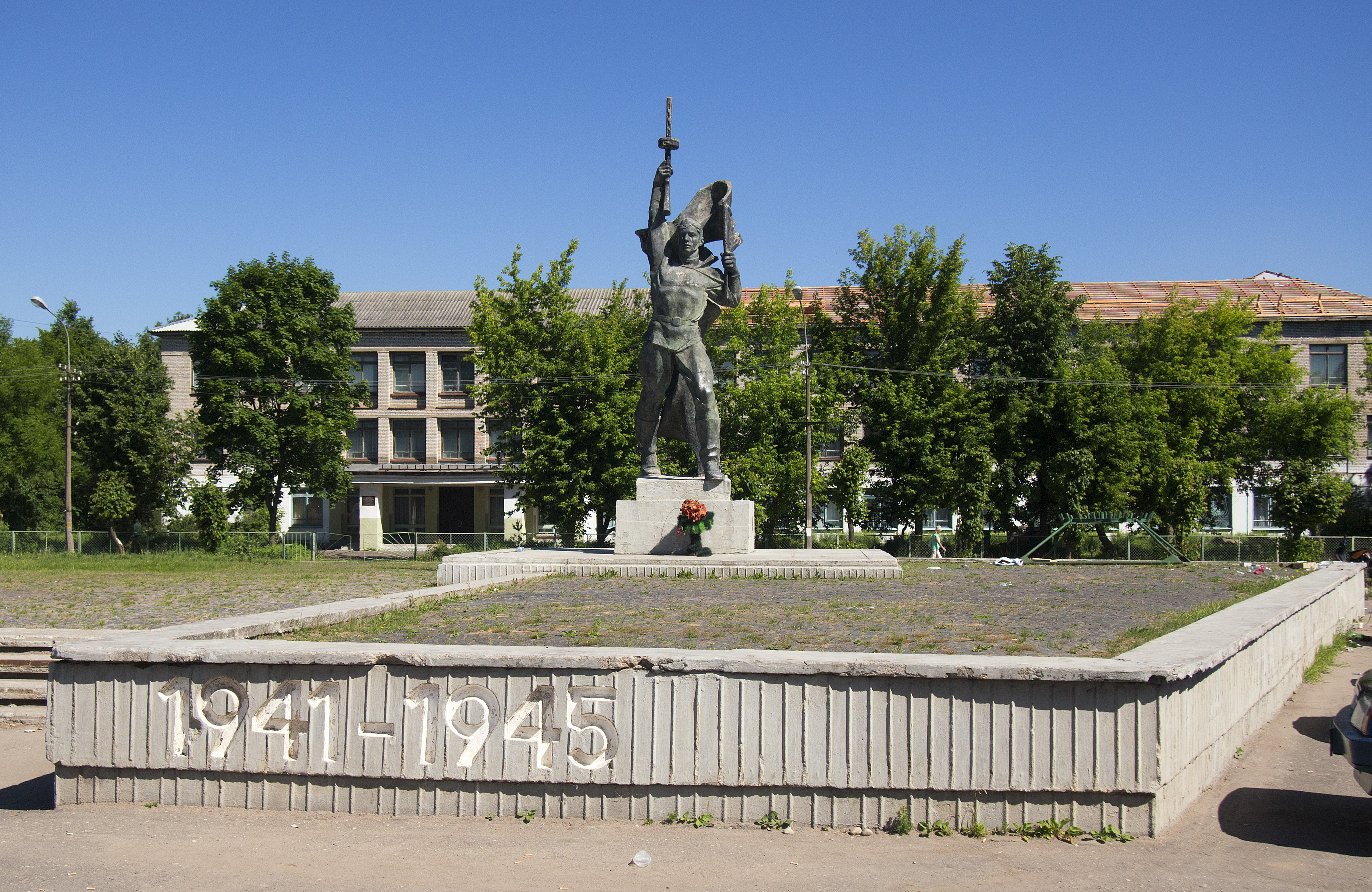
Памятник Воинам-освободителям на площади Красной Армии
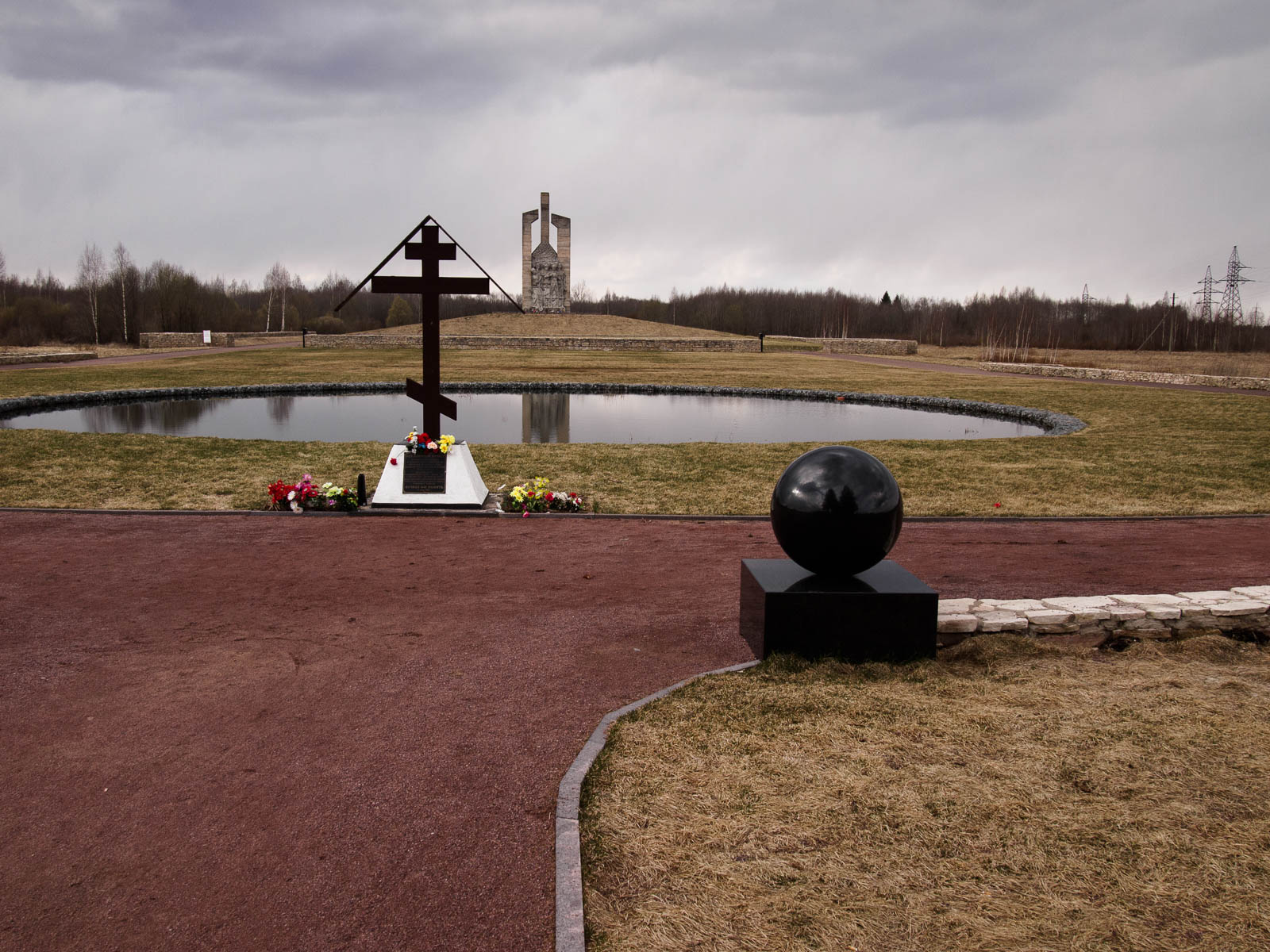
Памятник жертвам «Дулага»
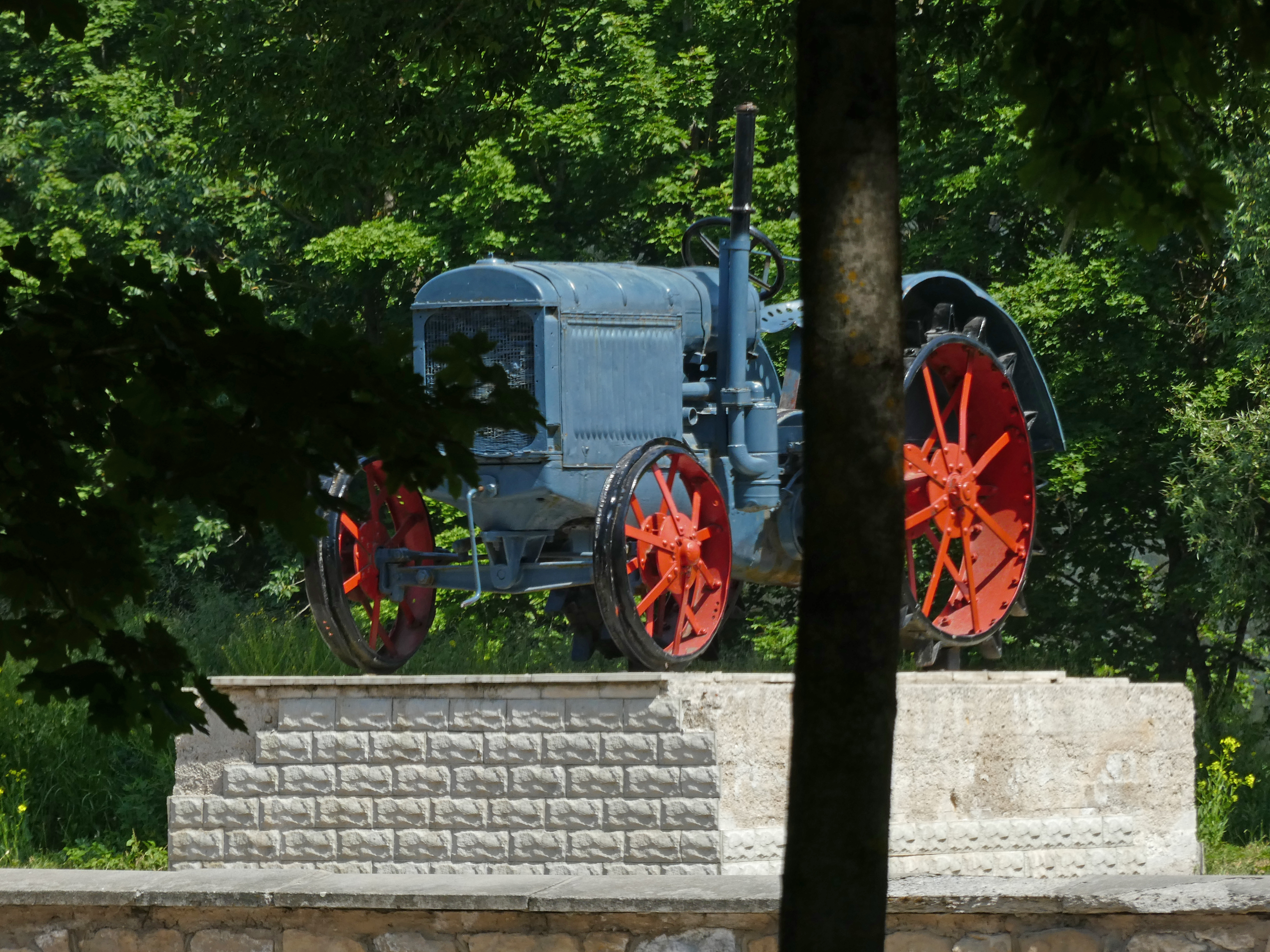
Трактор-памятник
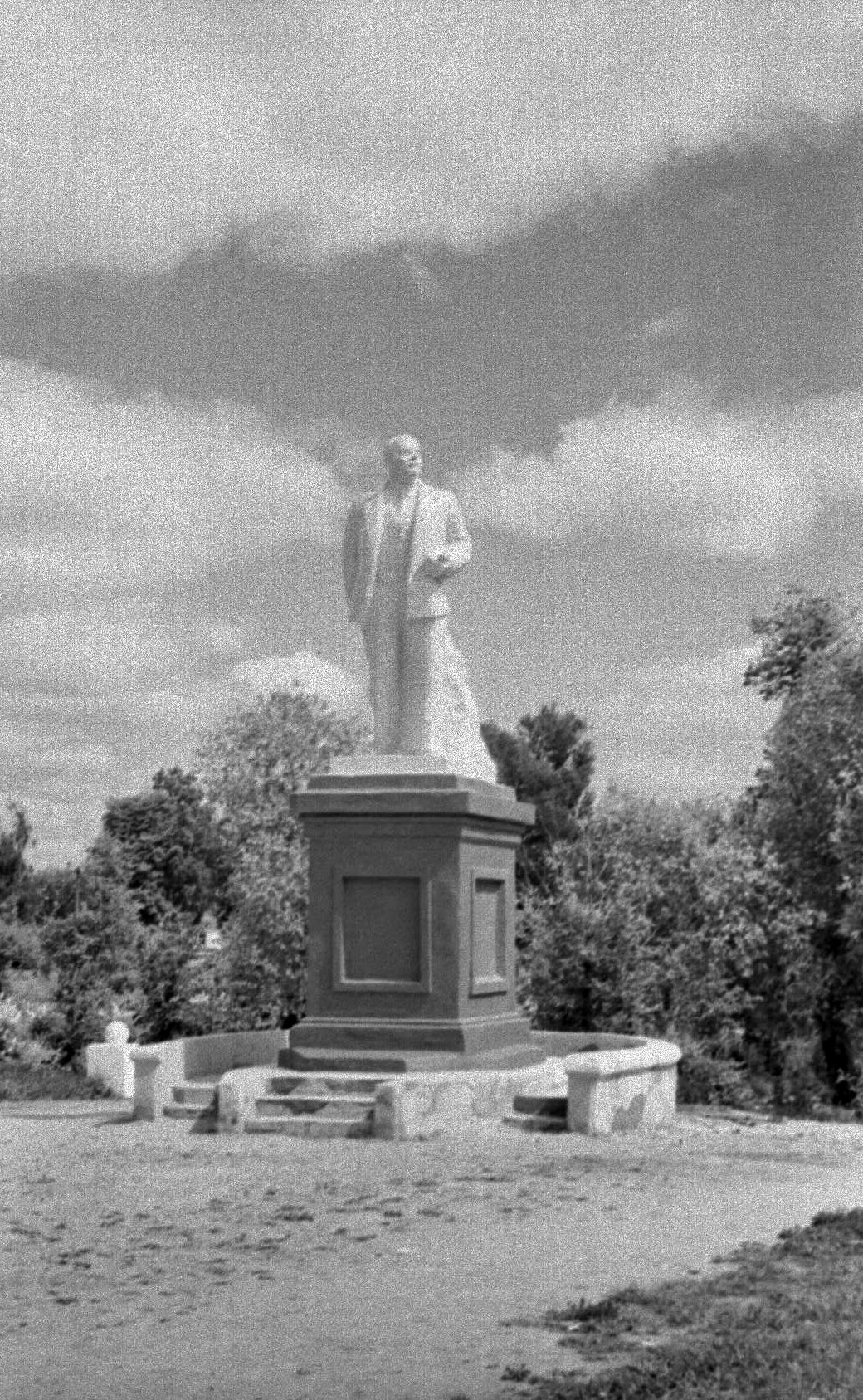
Памятник Ленину

### Промышленная архитектура
- Остатки старой гидроэлектростанции. Великолепный объект истории техники для промышленного туризма, но исчезающий. В 2006 году механическая часть была в полуразобранном состоянии, что позволяло рассмотреть внутренность редукторов[7].